# تکیه مراد بیک
تکیه مراد بیک مربوط به دوره قاجار است و در بابل، خیابان امام خمینی، محله مراد بیک واقع شده و این اثر در تاریخ ۲۴ اسفند ۱۳۸۳ با شمارهٔ ثبت ۱۱۵۲۴ به‌عنوان یکی از آثار ملی ایران به ثبت رسیده است.
بنا به پژوهش مرحوم دکتر منوچهر ستوده و مرحوم دکتر نیاکی و.. و انعکاس آن در کتاب از آستارا تا استار آباد و کتاب تک جلدی بابل شهر زیبای مازندران و... مراد بیک برادر میرزا کاظم بیک و میرزا خان بیک می باشد، مراد بیک چهار پسر به نام های میر محمد مومن حسینی مجتهد پیشنماز، حاجی محمد امین، آقا عبدالکریم، ملا محمد معصوم یا آقا بزرگ، داشت که از وافقین بابل بخصوص جهت مدرسه روحیه بوده اند،  یکی از وقف نامه های آنان در کتاب اسناد تاریخی لاله آباد تالیف آقای دکتر علی ایمانی ایمنی چاپ شده است. 